# Louis Machuel
Pour les articles homonymes, voir Machuel.
Louis Machuel, de son nom complet Louis Pierre Machuel, né le 1er juin 1848 à Alger et mort le 11 août 1922, est un orientaliste français.

## Biographie
Né dans une famille originaire de Saint-Michel-de-Saint-Geoirs et arrivée en Algérie après sa conquête par la France, son père est directeur des écoles franco-arabes de Constantine et Mostaganem et professeur au collège impérial franco-arabe d'Alger. Il apprend l'arabe en fréquentant notamment l'école coranique (kouttab) puis le lycée d'Alger, où son professeur d'arabe est un disciple d'Antoine-Isaac Silvestre de Sacy. Après avoir obtenu un certificat d'aptitude à l'enseignement de l'arabe, il enseigne notamment au collège impérial de Constantine et au lycée d'Alger,.
Après avoir effectué une mission d'information et d'études en Tunisie en 1880, concernant l'université Zitouna et le collège Sadiki, il en devient en 1883 le directeur de l'instruction publique à l'initiative du résident général Paul Cambon. Il s'attèle dès lors à la mise en place d'un système d'enseignement laïc, les écoles franco-arabes, et à la formation de leurs maîtres, organisée dès 1884 au nouveau collège Alaoui. Dans ce contexte, il cherche à convaincre les tenants conservateurs de l'enseignement traditionnel d'encourager cette nouvelle forme d'enseignement bilingue mais fait face à l'hostilité de personnalités comme Salah Chérif ou Abdelaziz Thâalbi qui le critique dans La Tunisie martyre.
En parallèle, Machuel valorise l'enseignement de la Zitouna auprès de l'administration et fait adopter les programmes scolaires français au collège Sadiki. Il organise l'inspection des écoles coraniques et crée une chaire publique de langue et littérature arabe en 1884, une école de formation des maîtres des écoles coraniques et l'Institut de Carthage dont il prend la direction de la section orientaliste en 1894, un établissement d'enseignement professionnel en 1898 ou encore la Khaldounia en 1896.
En plus de ses activités professionnelles, il publie plusieurs ouvrages dont une méthode d'enseignement de l'arabe dialectal ou encore des monographies sur l'éducation en Tunisie.
Il est fait chevalier de la Légion d'honneur en 1887.
Nommé inspecteur général de l'enseignement primaire en 1895, il prend sa retraite en 1908 avec le titre d'inspecteur général honoraire, tout en continuant de défendre le principe du bilinguisme. Mort le 11 août 1922, il est enterré au cimetière de Radès, dans un tombeau de style mauresque avec un verset du Coran en frontispice.

## Vie privée
Louis Machuel épouse Sophie Vallet en 1870 à Alger. Le couple a quatre enfants.

## Publications

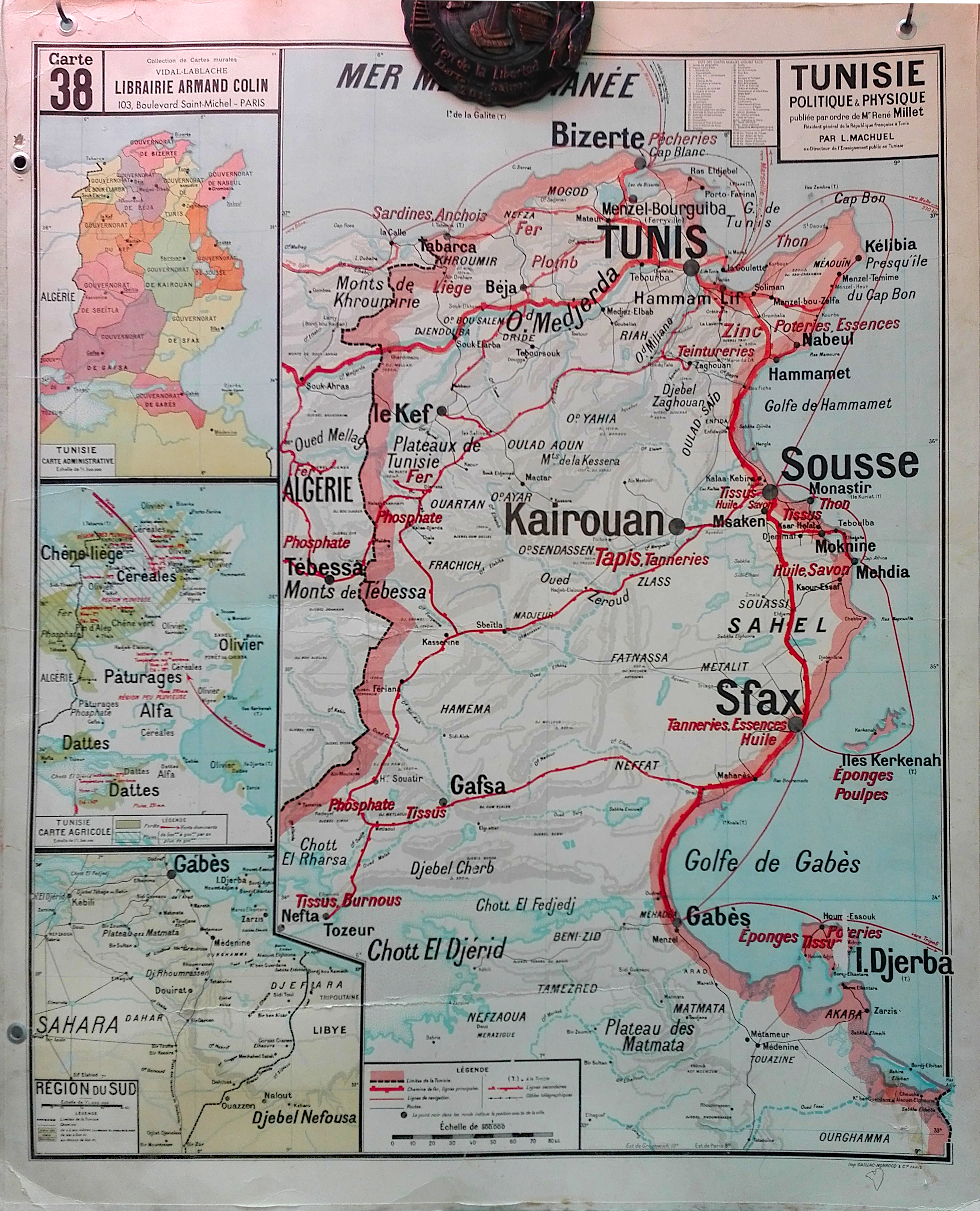
Carte politique et physique de la Tunisie (1957) publiée par Machuel.

- Manuel de l'arabisant ou Recueil de pièces arabes, vol. I, Alger, Adolphe Jourdan, 1877, 261 p. (lire en ligne)
- L'Enseignement public dans la régence de Tunis, Paris, Imprimerie nationale, 1889, 75 p.
- Grammaire élémentaire d'arabe régulier, contenant des tableaux pour la conjugaison de tous les verbes irréguliers et des modèles d'analyse, Alger, Adolphe Jourdan, 1892, 239 p.
- Méthode pour l'étude de l'arabe parlé, Alger, Adolphe Jourdan, 1900, 462 p.
- Méthode de lecture et de langage, à l'usage des élèves indigènes et étrangers des colonies françaises, Paris, Armand Colin, 1902, 272 p.
- L'enseignement public en Tunisie (1883-1906), Tunis, Imprimerie rapide, 1906, 187 p.
- Le guide de l'interprète : recueil de lettres arabes administratives, judiciaires, et personnelles, de circulaires et de rapports, accompagnés d'un vocabulaire des mots contenus dans les textes, Tunis, Imprimerie rapide, 1908, 183 p.
- Vocabulaire des principaux termes techniques de la grammaire arabe, Tunis, Imprimerie rapide, 1908, 72 p.
- L'arabe sans maître ou guide de la conversation arabe en Tunisie et en Algérie à l'usage des colons et des voyageurs, Paris, Librairie Armand Colin, 1913.
- L'arabe sans maître ou guide de la conversation arabe en Tunisie, en Algérie et au Maroc, à l'usage des colons, des militaires et des voyageurs, Paris, Armand Colin, 1929, 144 p.